# Reunion Records
Reunion Records é uma gravadora cristã contemporânea estadunidense, sediada em Brentwood, Tennessee, que opera sob a Provident Label Group. A gravadora foi fundada em 1982 por Dan Harrell e Mike Blanton.

## História
A gravadora foi formada pelos gerentes da cantora e atriz Amy Grant (com Harrell sendo seu cunhado), com a intenção original de ser a  gravadora da nova artista Kathy Troccoli, depois de ser rejeitada pelas principais gravadoras da época. Troccoli, Michael W. Smith e Rich Mullins foram os três primeiros artistas da Reunion Records.
Em 1990, a Reunion Records assinou um novo acordo de distribuição com a Geffen Records. Em 1992, 50% da gravadora foi vendida à BMG e em 1995 a outra metade também foi adquirida pela mesma. Após a aquisição da BMG, a gravadora teve seu material de gravação distribuído através da RCA Records. De 1995 a 1996, fez parte da Arista Records (uma empresa BMG). Em outubro de 1996, foi vendida para a Zomba Records. Através de uma eventual consolidação, agora faz parte da Sony Music Entertainment.
Mike Blanton e Dan Harrell fizeram parceria com Steve Thomas para criar a BHT Entertainment em 2003. A gravadora assinou um contrato de distribuição com a Word Records.

## Artistas atuais
Lista de artistas atualizado em 11 de março de 2016:
- Steven Curtis Chapman
- Jason Crabb
- Casting Crowns
- Brandon Heath
- Jamie Kimmett
- Rebecca St. James[6]
- Tenth Avenue North
- Tim Timmons
- Tauren Wells
- Matthew West

## Ex-artistas
- 1GN
- Austin Adamec
- All Star United
- Anthem Lights
- The Archers
- The Awakening
- Matt Brouwer
- Building 429
- Gary Chapman
- Ashley Cleveland
- Rick Cua
- Chynna & Vaughan
- Elim Hall
- Kim Hill
- Jake
- Michael James
- Michael Peace
- Wes King
- Ana Laura
- Leeland
- Brian Littrell
- Reneé Garcia
- Prism
- Michael W. Smith
- Lindsay McCaul
- Mike-E
- Rich Mullins
- Jill Paquette
- Kerrie Roberts
- SHINEmk
- Billy Sprague
- Phil Stacey
- The Prayer Chain
- Third Day
- Kathy Troccoli
- Joy Williams
- Recess